# Lan Jiang
Lan Jiang är ett vattendrag i Kina. Det ligger i provinsen Zhejiang, i den östra delen av landet, omkring 130 kilometer sydväst om provinshuvudstaden Hangzhou.
Genomsnittlig årsnederbörd är 2 196 millimeter. Den regnigaste månaden är juni, med i genomsnitt 436 mm nederbörd, och den torraste är januari, med 75 mm nederbörd.